# Allen J. Furlow

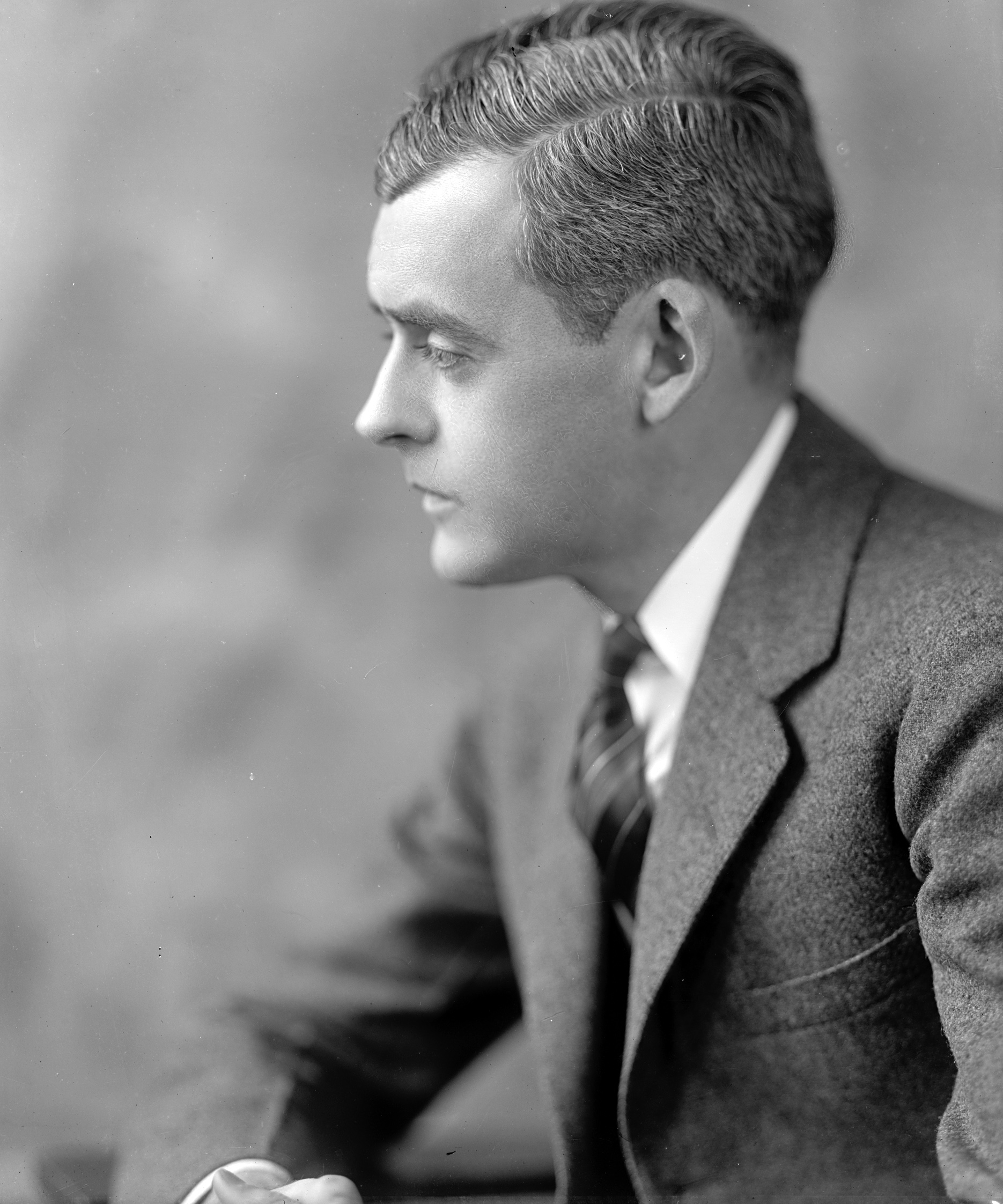
Allen J. Furlow

Allen John Furlow (* 9. November 1890 in Rochester, Minnesota; † 29. Januar 1954 ebenda) war ein US-amerikanischer Politiker. Zwischen 1925 und 1929 vertrat er den Bundesstaat Minnesota im US-Repräsentantenhaus.

## Werdegang
Allen Furlow besuchte die öffentlichen Schulen seiner Heimat. Im Jahr 1910 absolvierte er die Rochester High School. Während des Ersten Weltkrieges gehörte er  als Oberleutnant dem Fliegerkorps der US Army an. Nach einem anschließenden Jurastudium an der George Washington University in Washington, D.C. und seiner im Jahr 1920 erfolgten Zulassung als Rechtsanwalt begann er in Rochester in seinem neuen Beruf zu arbeiten.
Politisch wurde Furlow Mitglied der Republikanischen Partei. Zwischen 1923 und 1925 saß er im Senat von Minnesota. Bei den Kongresswahlen des Jahres 1924 wurde er im ersten Wahlbezirk von Minnesota in das US-Repräsentantenhaus in Washington gewählt, wo er am 4. März 1925 die Nachfolge von Sydney Anderson antrat. Nach einer Wiederwahl im Jahr 1926 konnte er bis zum 3. März 1929 zwei Legislaturperioden im Kongress absolvieren. Bei den Wahlen des Jahres 1928 wurde er von seiner Partei nicht mehr für eine weitere Amtszeit nominiert.
Nach seiner Zeit im US-Repräsentantenhaus arbeitete Furlow zwischen 1929 und 1930 in der Rechtsabteilung der in Washington ansässigen Curtiss-Wright Corporation. Anschließend war er zunächst für das Justizministerium und dann von 1934 bis 1937 in der Rechtsabteilung des Veteranenamtes tätig. Anschließend kehrte er nach Rochester zurück, wo er bis zu seinem Tod als Anwalt arbeitete.